# Samia Suluhu
Samia Suluhu Hassan, född 27 januari 1960 på Zanzibar, är en tanzanisk politiker tillhörande CCM, som den 19 mars 2021 svors in som landets första kvinnliga president. 

## Biografi
Hon är född på Zanzibarön som då hörde till sultanatet av samma namn. Hon svors in som Tanzanias president efter den förutvarande presidenten John Magufulis plötsliga död. Suluhu var innan dess landets vicepresident under president John Magufuli sedan den 5 november 2015 och är även den första kvinna att inneha detta ämbete. Hon var representant för Makunduchi i Tanzanias nationalförsamling från 2010 till 2015, och före detta var hon medlem i Zanzibars nationalförsamling och även Zanzibars regering under Zanzibars president Amani Abeid Karume mellan 2000 och 2010.
I september 2021 bekräftade Samia Suluhu att hon tänkte kandidera till president 2025 och därmed bli landets första valda kvinnliga president om hon vinner.
År 1978 gifte sig Suluhu med Hafidh Ameir. Paret har fyra barn..